# 北歐平原

綠色部分為北歐平原

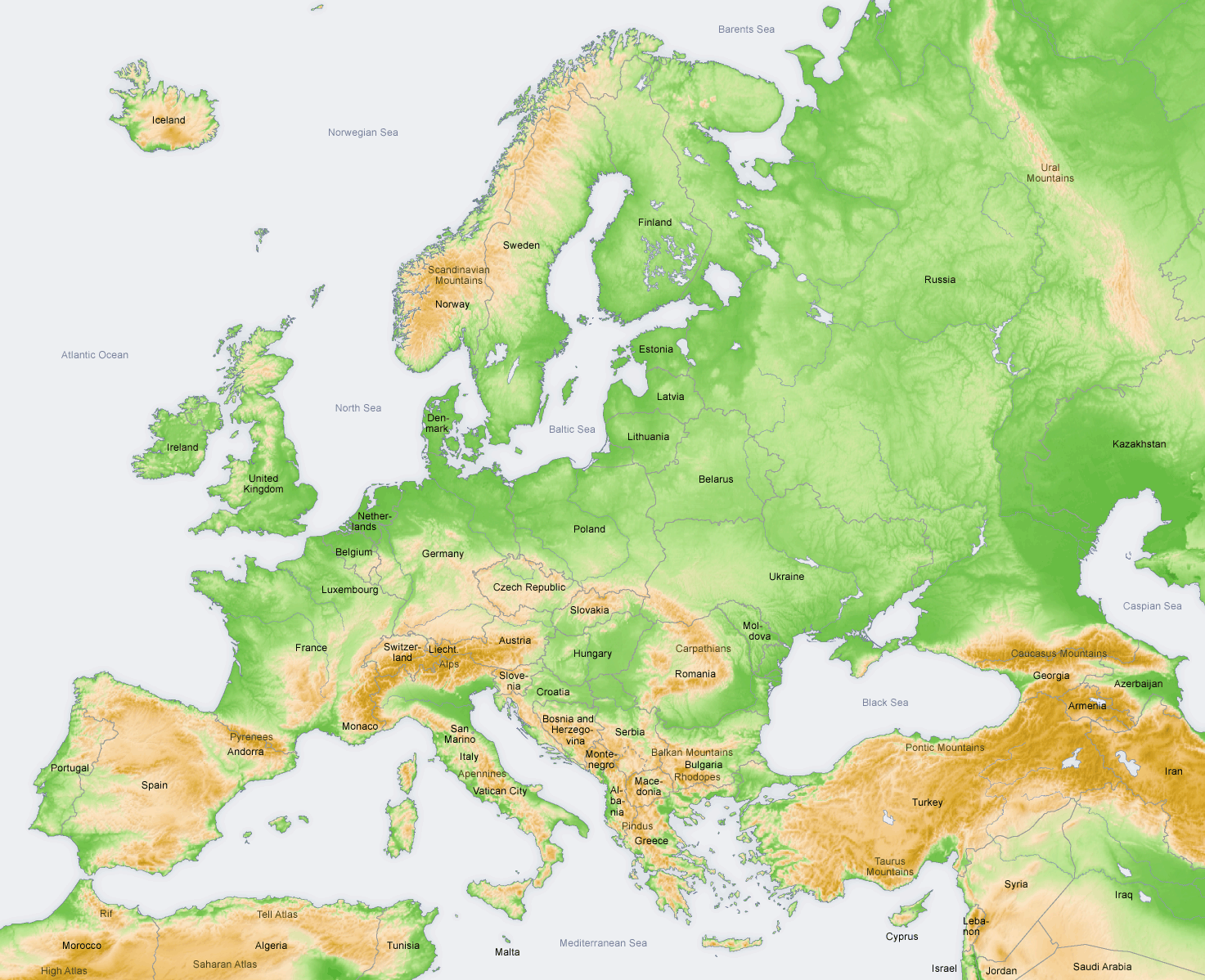
歐洲地形圖

北歐平原（德語：Norddeutsches Tiefland 或 Norddeutsche Tiefebene；丹麦语：Nordeuropæiske Lavland；荷兰语：Noord-Europese Laagvlakte；法语：Plaine d'Europe du Nord），又稱中歐平原（波蘭語：Nizina Środkowoeuropejska），為 歐洲的地理區，主要位於波兰、丹麦、德国、比利时、荷兰（低地国家），小部分位於法国北部。
北歐平原由範圍南起中歐高地，北至北海及波罗的海，此二海洋被日德兰半岛分隔，與东欧平原相連，並共同組成歐洲平原。
其西部为西欧平原，亦是整個歐洲平原最狹窄的部分，只有200英里或320闊，但愈往東愈寬闊。

## 地理
北歐平原的海拔範圍為0至200m。 該地區雖然主要用作農田，但也有沼澤、荒地和湖泊。瓦登海是一個大潮汐區，位於北海沿岸。
波羅的海沿岸有許多淡水潟湖，包括斯德丁潟湖、維斯瓦潟湖和庫爾斯潟湖。